# Vinzenz Erath
Vinzenz Erath (* 31. März 1906 in Schramberg-Waldmössingen; † 10. November 1976 in Vaihingen an der Enz) war ein deutscher Erzähler.
Mit fünf teils autobiografischen Romanen gewann er in der Zeit nach dem Zweiten Weltkrieg eine große Leserschaft in Deutschland und der Schweiz. Ein weiterer Roman wurde 2007 postum veröffentlicht.

## Biografie

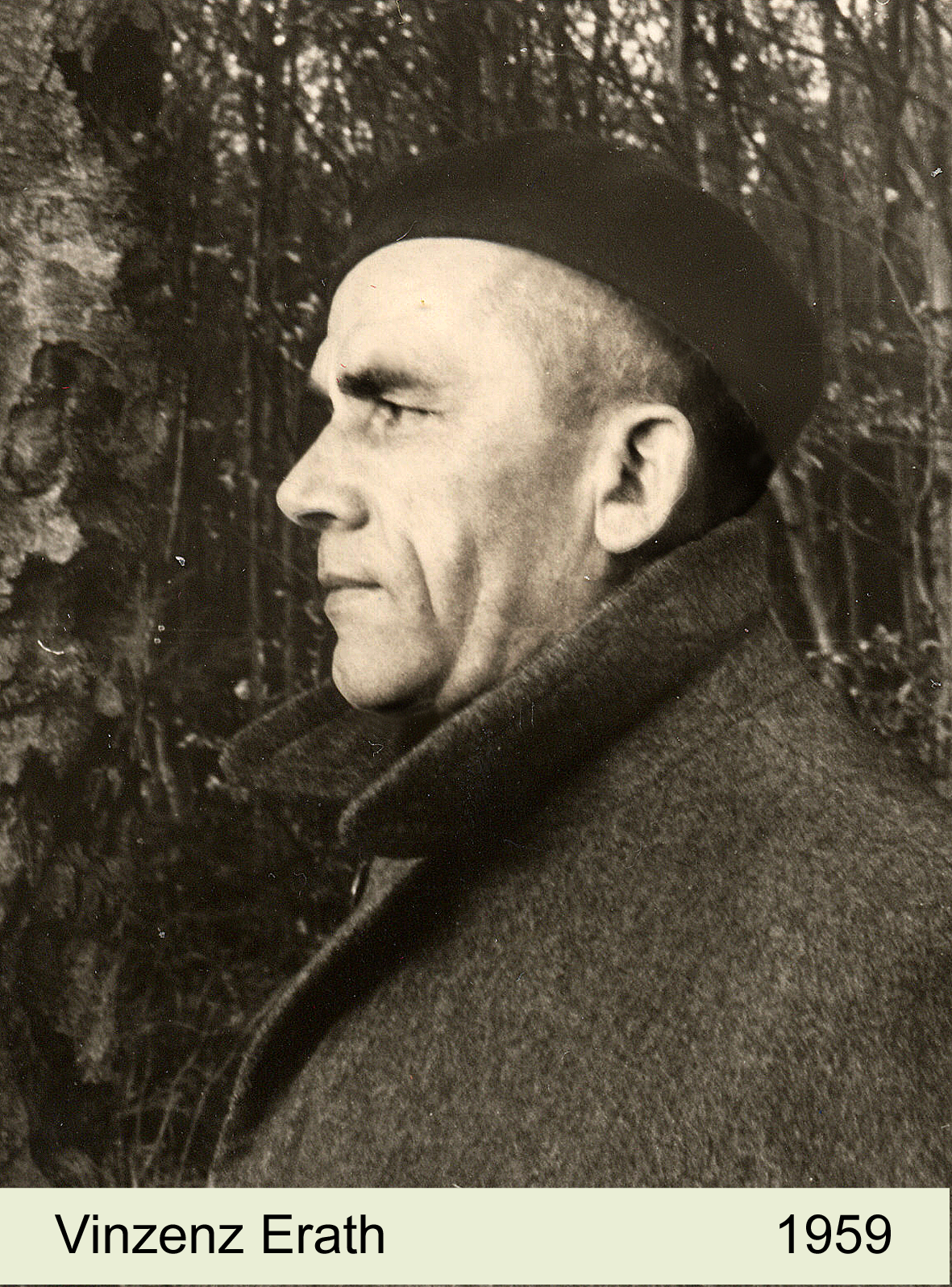
Der Schriftsteller Vinzenz Erath 1959 in Altheim/Alb

Vinzenz Erath wurde am 31. März 1906 in Waldmössingen, heute ein Stadtteil von Schramberg im Schwarzwald, in eine kinderreiche Kleinbauernfamilie hineingeboren; er war das zehnte Kind. Nach den ersten Schuljahren in Waldmössingen besuchte er als Internatsschüler Gymnasien in Rottenburg am Neckar und Rottweil, wo er 1926 das Abitur ablegte. Anschließend studierte er katholische Theologie in Tübingen. Er war Mitglied der Theologengesellschaft Herzynia Tübingen. Nach eineinhalb Jahren wechselte er zur Philosophie und Philologie über und studierte einige Semester auch in München. Vor allem aus wirtschaftlicher Not brach er das Studium kurz vor dem Staatsexamen ab. Mit Fabrikarbeit ging es zunächst weiter.
Vinzenz Erath schlug sich dann als Hauslehrer mit Nachhilfestunden und Gelegenheitsvorträgen durch und vergrub sich in die Philosophie. Er schrieb in dieser Zeit viel, ohne zu publizieren.
1938 heiratete er Edith Balle aus Reutlingen, zwei Töchter gingen aus dieser Ehe hervor.
1939 übernahm er die Leitung des Volksbildungswerks Reutlingen, meldete sich aber noch im gleichen Jahr freiwillig zur Wehrmacht. Als Funker nahm er am Frankreichfeldzug und später am Krieg gegen die Sowjetunion teil, geriet in sowjetische Gefangenschaft und wurde schon im Oktober 1945 krankheitshalber entlassen.
Nach dem Krieg fand er seine in Stuttgart ausgebombte Familie in Altheim (Alb) wieder. Dort verdiente er seinen Lebensunterhalt unter anderem als Waldarbeiter und Streckenarbeiter bei der Bahn, bis 1951 der erste Roman Größer als des Menschen Herz erschien und zum Bestseller wurde. Es folgten 1954 Das blinde Spiel, 1956 So zünden die Väter das Feuer an und 1962 So hoch der Himmel.
1963 zog die Familie nach Stuttgart-Bad Cannstatt um. Die städtische Umgebung gab Erath neue Impulse für Kurzgeschichten, die nicht alle fertig wurden. 1966 schloss er den Roman Zwischen Staub und Sternen ab. Ab 1971 lebte die Familie in Vaihingen an der Enz, wo Vinzenz Erath am 10. November 1976 nach langer Krankheit starb.

## Werk
In der teils autobiografischen Trilogie aus den Romanen Größer als des Menschen Herz, Das blinde Spiel und So hoch der Himmel zeichnet Vinzenz Erath zunächst das Bild einer kleinbäuerlichen katholischen Familie im Schwarzwald, umgeben von allerlei liebenswerten und skurrilen Typen, im Spannungsfeld zwischen dörflicher Tradition, Frömmigkeit und den Verlockungen der neuen Zeit. Mitten drin der junge Florian Rainer, mit dem die Mutter – sie stammt aus gutbürgerlichem Haus – Besonderes vorhat; er soll ihrer Familientradition folgend katholischer Priester werden. Nach einem Vorbereitungsjahr bei einem geistlichen Onkel ist er acht Jahre lang Internatsschüler, studiert Theologie, verliebt sich, wechselt das Studienfach, lernt die Fabrikarbeit kennen. Er gerät in die Fänge des Nationalsozialismus und befreit sich wieder durch die freiwillige Meldung zur Wehrmacht.
Der Autor lässt hier seinen Leser tief in die sozialen Verhältnisse der dörflichen Gesellschaft des beginnenden 20. Jahrhunderts blicken, lässt ihn miterleben, wie ein junger Mensch ins Leben stolpert, und nimmt ihn mit auf eine spannende Reise durch ein turbulentes halbes Jahrhundert.
Eine herzhafte tragikomische Vater-Sohn-Geschichte liefert der dritte Roman So zünden die Väter das Feuer an.
Zwischen Staub und Sternen erzählt vom Kriegsende und von der Gefangenschaft, von langen Fußmärschen und Bahntransporten, Hunger und Durst, Leben unter freiem Himmel, Unwettern, Menschlichkeit und Gemeinheit, Kultur im Tiefpunkt des Daseins, Krankheit und Hoffnung und einer langen Heimreise.
Ein letztes, druckfertiges Manuskript hinterließ Vinzenz Erath bei seinem Tod 1976. Aus seiner eigenen Feder stammt folgende Charakterisierung:
„Ein geheimnisvoll lebendiges Zeichen – ein magisches Zeichen: grüne Mistel im Winter – eine Frau im Winter – die Mistel Monika im hellen Winter der Nachkriegszeit. Er nimmt sie auf, der Mann. Sie nistet sich bei ihm ein. Er kommt nicht mehr los von ihr. Auf magische Weise werden die beiden von einander angezogen, doch jedesmal, wenn sie sich treffen, geschieht etwas Dunkles, das sie wieder auseinanderreißt. Die Frau hat ihren Gott, an den sie felsenfest glaubt, der sie quält, an dem sie fast zugrunde geht. Er sucht sie von diesem Gott zu erlösen. Der Gott dargestellt im dunklen Dom der zerstörten Stadt.“
Unvollendet blieb eine Sammlung von (geplanten) acht heiteren Erzählungen unter dem Titel Traumstadt am Neckar. Der Rainer Wunderlich Verlag interessierte sich nicht dafür. Einem Wettbewerbsaufruf des Ostdeutschen Kulturrats von 1972 folgend reichte der Autor die Erzählung Allah in Cannstatt aus dieser Sammlung ein. Sie wurde ein Jahr später im Verein der zwölf besten Erzählungen in Fremd in Deutschland? veröffentlicht. Der Erzähler hilft einem orts- und sprachunkundigen jungen Gastarbeiter eine Adresse in Cannstatt zu finden, doch Missverständnisse vereiteln den Erfolg.
Unbekannt ist die Entstehungszeit der humoristischen Erzählung Der Drache, mit anderen Titeln auch Die Vatermörder oder Erbtante Moira.

## Rezeption
Größer als des Menschen Herz, ab 5. Oktober 1951 im Verkauf, brachte für Verlag und Autor einen ungeahnten Erfolg. Die Presse im ganzen deutschsprachigen Bereich befasste sich mit dem Buch. Fast alle Rezensionen und Leserzuschriften sind sich einig im Lob der einfachen, aber kräftigen und gut geformten Sprache. In einer Buchbesprechung vom 20. Mai 1957 bei Radio Vorarlberg hieß es: „Er erzählt offen und behende. Sein Stil ist eigentlich nicht modern, erinnert stark an den Realismus des vergangenen Jahrhunderts und ist dennoch mehr als ein Rosegger oder Hebel. Denn was er aus dem Heutigen dazunimmt, das sind die feinziselierten Strömungen des Seelischen, […] die Erkenntnis des wirklichen Urgrunds, in dem sich Sein, Werden und Vergehen entäußert. Ein begabter Schriftsteller ohne Zweifel“.
„Auffällig ist Eraths Verwandtschaft mit Stefan Andres, Edzard Schaper und Werner Bergengruen“, schrieb Roland Löffler in einem Beitrag zum Jubiläumsbuch 1000 Jahre Waldmössingen.
Der deutschsprachige Cóndor in Santiago de Chile vom 13. August 1952 explodierte beinahe vor Begeisterung: „Wir haben in den letzten Jahren aus Deutschland die Klage gehört, daß der große deutsche Roman nicht kommen will. […] Bitte, hier ist er! So etwas wird nicht alle Jahre, ja, vielleicht nicht einmal jedes Jahrzehnt geschrieben. […] So aber ist es das eine Buch unter den Büchern. […] ich rufe nach dem Nobelpreis für den Autor, der ihn verdient“.
Im Januar 1952 strahlte der Süddeutsche Rundfunk eine Sendung mit Vinzenz Erath aus und am 30. Januar 1952 ließ der Südwestfunk den Verleger zu Wort kommen.
Schon im November und Dezember 1951 fanden vier Dichterlesungen im süddeutschen Raum statt, im November 1952 die erste Lesung in der Schweiz, nachdem sich dort schon ein großer Leserkreis und bald auch ein Freundeskreis gebildet hatte.
Die Gesamtauflage von Größer als des Menschen Herz beträgt letztendlich mehr als eine Viertelmillion. 1976 druckte der Rainer Wunderlich Verlag aus Anlass seines 50-jährigen Jubiläums noch einmal eine Neuauflage. 1956 erschien der Roman in Antwerpen unter dem flämischen Titel „Groter dan des mensen hart“.
Die vier folgenden Romane Eraths waren ebenfalls sehr erfolgreich, erreichten aber nicht mehr diese ganz großen Auflagezahlen. Wieder kamen viele sehr positive Pressereaktionen, verstärkt aus dem Ausland, aus Frankreich, aus Israel, aus New York, Chicago, Oklahoma.
In Fortsetzungen druckten 1955 die Badische Zeitung Das blinde Spiel und 1956 das Neue Winterthurer Tagblatt So zünden die Väter das Feuer an. Lizenzauflagen erschienen beim Europäischen Buchklub, beim Deutschen Bücherbund, bei der Evangelischen Buchgemeinde, bei der Deutschen Buchgemeinschaft, beim Fackelverlag, beim Verlag der Francke-Buchhandlung Marburg, bei Droemer Knaur als Taschenbuch, beim Europäischen Buch- und Phonoklub, bei der Schweizerischen Volksbuchgemeinde Luzern und beim Schweizer Buchklub Ex-Libris.
Zweimal las Erath im Schweizer Rundfunk.
Mehr als 10 deutsche und schweizerische Lesebücher druckten einzelne Geschichten ab. Ein Lesebuch für Germanistikstudenten in Japan übernahm 1955 das Kapitel „Die neue Zeit“ aus dem ersten Roman.
Über 40 Buchauszüge oder andere kleine Geschichten wurden in Anthologien, Hauskalendern und Wochenzeitungen abgedruckt.
Eine besondere Weihe verlieh das Zürcher „ensemble lunaire“ dem Roman Zwischen Staub und Sternen durch die Verbindung des Textes mit Olivier Messiaens Komposition „Quatuor pour la fin du temps“. Zwischen den Musiksätzen werden Erath-Texte vorgetragen, z. B. der Anfang des 20. Kapitels: „Es war eine Wüste, in der kein Grashalm wuchs, eine endlose Staubwüste. Der Himmel war Staub. Die Erde Staub. …“
Bis 1976 sind insgesamt 76 Lesetermine dokumentiert, davon 19 in Nord- und Westdeutschland und 19 in der Schweiz.
Die Deutsche Blindenstudienanstalt e.V. verzeichnet in ihrem Katalog blista fünf Erath-Romane, drei davon als Hörbuch und in Punktschrift, je einen in Punktschrift bzw. als Hörbuch. Die Schweizerische Bibliothek für Blinde, Seh- und Lesebehinderte sbs bietet zwei Hörbücher an.
Im November 1996 benannte die Stadt Schramberg in der Nähe von Eraths Elternhaus im Stadtteil Waldmössingen die Vinzenz-Erath-Straße.
2006, zum hundertsten Geburtstag Vinzenz Eraths, referierte Harald Frommer an sechs Abenden bei der Volkshochschule Schramberg über das Werk des Schriftstellers. Die Vortragsmanuskripte bilden den Kern eines Buches, das er im Auftrag der Stadt Schramberg im gleichen Jahr herausbrachte. Weitere Beiträge zu diesem Buch lieferten Klaus Simon, Heinz Kirchherr, Margit Hess und Sigune Hirlinger.
Nach dem frühen Tod Vinzenz Eraths im November 1976 schrieb der schwäbische Künstler Friedrich Mundi in einem Beileidsbrief an die Witwe: „Als ich 1957 Hermann Hesse in Montagnola besuchte und wir über den Schwäbischen Dichterkreis sprachen, war auch die Rede von Herrn Erath und seinem Buch. Hesse sagte damals zu mir: ‚Dort steht das Buch‘, und deutete auf ein Meer von Büchern. ‚Ein ausgezeichnetes und sehr gekonnt geschriebenes Buch!‘ Das war Hesse, der im Allgemeinen selten zu einer Kritik zu bewegen war.“
Der Rainer Wunderlich Verlag wurde 1984 teilweise von Rowohlt übernommen.
1986 bat eine Leserin die Witwe Edith Erath, sie möge ihr Bezugsquellen für Erath-Bücher nennen, weil der Buchhandel nichts mehr anbiete. 1991 bat ein Buchhändler die Witwe um ein Buch „für einen guten Kunden“. Längst sind die Romane – außer Misteln im Schnee und einer Ausgabe von So zünden die Väter das Feuer an in estnischer Sprache – nur noch antiquarisch zu bekommen. Harald Frommer suchte im Vorwort zu seinem Buch eine Erklärung für diese Entwicklung: „Der große Erfolg dieser Romane erklärt sich nicht zuletzt daraus, dass die Leser von damals ihre eigenen Erfahrungen wiederfanden, in einer gültigen Form verarbeitet.“ Im Fehlen dieser Erfahrung bei der jüngeren Generation sieht Frommer den Grund für das schwindende Interesse. Er blickt aber weiter: „Umso mehr aber ist seine Bedeutung als Chronist einer vergangenen Epoche gestiegen, seine Romane haben inzwischen den Rang einzigartiger historischer Dokumente, die Präzision des Erinnerns verbindet sich mit ungewöhnlicher Sprachmacht.“

## Romane und Erzählungen
- Größer als des Menschen Herz. Ein Buch vom wahren Leben. Wunderlich, Tübingen 1951.
- Das blinde Spiel. Wunderlich, Tübingen 1954.
- So zünden die Väter das Feuer an. Wunderlich, Tübingen 1956.
- So hoch der Himmel. Wunderlich, Tübingen 1962.
- Zwischen Staub und Sternen. Wunderlich, Tübingen 1966.
- Misteln im Schnee. Der Dom steht noch. BoD, Norderstedt 2007, ISBN 978-3-8370-0355-0.
- Die Ahne / Der Stein. Gute Schriften, Zürich 1962.
- Allah in Cannstatt. In: Hans Joachim von Merkatz (Hrsg.): Fremd in Deutschland? Hörspiele/Funkerzählungen/Essays. Giesking, Bielfeld 1973, ISBN 978-3-7694-0364-0.
- Erbtante Moira. In: Schwarzwälder Hausschatz, Oberndorf 1976.